# Циклоалкены
Циклоалке́ны (циклоолефи́ны, цикли́ны) — ненасыщенные моноциклические (содержащие только один цикл в своей структуре) углеводороды, имеющие ровно одну двойную связь между двумя атомами углерода цикла (эндоциклическая двойная связь). Общая формула CnH2n − 2. Название образуется из названия соответствующего циклоалкана с заменой суффикса -ан на -ен.
Некоторые циклоалкены, например циклобутен и циклопентен, могут являться мономерами для получения полимерных цепей. Для циклоалкенов характерна геометрическая изомерия (цис-транс-изомерия). Первые члены гомологического ряда почти всегда являются цис-изомерами, и приставка цис- в их названиях пропускается. Циклоалкены, содержащие  в карбоцикле восемь и более атомов, существуют  в виде как цис-, так и транс-изомеров.

## Примеры
- Циклопропен
- Циклобутен
- Циклопентен
- Циклогексен
- Циклогептен

## Классификация
По определению ИЮПАК, к циклоалкенам относятся только углеводороды с ровно одной двойной связью в цикле. Алициклические углеводороды с более чем одной двойной связью в цикле называют циклоалкадиенами, циклоалкатриенами и т.д. (при этом цикл не должен иметь ароматического характера). Независимо от числа двойных связей в цикле все эти соединения относят к циклоолефинам. В то же время другие источники рассматривают термины «циклоалкены» и «циклоолефины» как полные синонимы и относят их к соединениям с одной двойной связью в цикле. 